# Kfar Chasidim Bet
Kfar Chasidim Bet (hebrejsky כְּפַר חֲסִידִים ב, doslova „Vesnice chasidů B“, v oficiálním přepisu do angličtiny Kefar Hasidim Bet, přepisováno též Kfar Hasidim Bet) je vesnice typu společná osada (jišuv kehilati) v Izraeli, v Haifském distriktu, v Oblastní radě Zevulun.

## Geografie
Leží v nadmořské výšce 13 metrů nedaleko řeky Kišon, na rozmezí Zebulunského údolí a svahů Dolní Galileji. Je situována 9 kilometrů od břehů Haifského zálivu.
Obec se nachází na cca 80 kilometrů severovýchodně od centra Tel Avivu a cca 12 kilometrů jihovýchodně od centra Haify. Kfar Chasidim Bet obývají Židé, přičemž osídlení v tomto regionu je etnicky smíšené. Zebulunské údolí i aglomerace Haify jsou židovské. Na východní straně navíc k vesnici přiléhá židovské město Rechasim. Na severovýchod od osady ale začínají kopcovité oblasti Galileji, které obývají ve vyšší míře i izraelští Arabové (nejblíže je to vesnice Ibtin necelé 3 kilometry odtud). Drúzové jsou zastoupeni v sídlech na vrcholu pohoří Karmel jihozápadně odtud.
Kfar Chasidim Bet je na dopravní síť napojen pomocí dálnice číslo 70 a dálnice číslo 75. Poblíž vesnice prochází i železniční trať v Jizre'elském údolí obnovená roku 2016, jež ale v okolí obce nemá stanici.

## Dějiny
Kfar Chasidim Bet byl založen v roce 1950. Šlo původně o součást vesnice Kfar Chasidim, která se od původní zástavby ovšem lišila tím, že neměla zemědělský charakter. Roku 1959 byla administrativně oddělena do samostatné obce, přičemž původní vesnice byla nazvána Kfar Chasidim Alef.

## Demografie
Podle údajů z roku 2014 tvořili naprostou většinu obyvatel v Kfar Chasidim Bet Židé - cca 200 osob (včetně statistické kategorie "ostatní", která zahrnuje nearabské obyvatele židovského původu ale bez formální příslušnosti k židovskému náboženství, cca 500 osob).
Jde o menší sídlo vesnického typu s dlouhodobě stagnující populací. K 31. prosinci 2014 zde žilo 512 lidí. Během roku 2014 populace stoupla o 118,8 %.
| Rok            | 1961 | 1972 | 1983 | 1995 | 2001 | 2003 | 2004 | 2005 | 2006 | 2007 | 2008 | 2009 | 2010 | 2011 | 2012 | 2013 | 2014 |
| -------------- | ---- | ---- | ---- | ---- | ---- | ---- | ---- | ---- | ---- | ---- | ---- | ---- | ---- | ---- | ---- | ---- | ---- |
| Počet obyvatel | 331  | 330  | 224  | 192  | 175  | 184  | 188  | 196  | 193  | 192  | 210  | 185  | 189  | 207  | 202  | 234  | 512  |